# Evangelischer Erziehungsverband
Der Evangelische Erziehungsverband e. V. (EREV) ist das Netzwerk evangelischer Erziehungshilfe auf Bundesebene. Als deutscher Dachverband hat er seinen Sitz in Hannover. Er bildet den bundesweiten Zusammenschluss von Diakonischen Werken und evangelischen Erziehungshilfeeinrichtungen.
Der Verein wurde 1920 als Evangelischer Reichserziehungsverband gegründet. Ihm gehören im Jahr 2022 bundesweit etwa 450 Einrichtungen, Verbände und Vereinigungen der Kinder- und Jugendhilfe an, das heißt etwa 85.000 Mitarbeitende, die rund 80.000 junge Menschen und ihre Familiensysteme betreuen. Die Mitglieder bilden das gesamte Angebotsspektrum der Kinder- und Jugendhilfe ab: von Kindertagesstätten und niedrigschwelliger Sozialraumarbeit über Schulsozialarbeit bis hin zu den ambulanten und (teil-)stationären Hilfen zur Erziehung für Kinder, Jugendliche, junge Erwachsene und Familien. Der Verband „hat den Zweck, sie in Fachfragen zu beraten und zu fördern“ und vertritt die Interessen seiner Mitglieder in der Öffentlichkeit, gegenüber staatlichen und kirchlichen Organen.

## Vereinsziele
Der Evangelische Erziehungsverband versteht sich als Stimme für junge Menschen und Mitarbeitende in den Einrichtungen der Kinder- und Jugendhilfe. Ziel ist es, den jungen Menschen, Familien und Mitarbeitenden im Rahmen der Kinder- und Jugendhilfe förderliche Rahmenbedingungen, Halt, Sinn und Orientierung zu bieten. Dafür engagiert sich der Evangelische Erziehungsverband auch sozialpolitisch. Er bringt sich aktiv in gesellschaftliche und jugendhilfepolitische Debatten und Gesetzesänderungen ein.
Der Verband setzt sich ein für:
- förderliche Rahmenbedingungen des Aufwachsens junger Menschen in Deutschland, insbesondere hinsichtlich ihrer Rechte auf Schutz, Bildung und Beteiligung
- eine inklusive Kinder- und Jugendhilfe, die besonders marginalisierten jungen Menschen und Familien eine diskriminierungs- und barrierefreie, selbstbestimmte Teilhabe an der Gesellschaft ermöglicht[2]
- die Stärkung der gesamten Kinder- und Jugendhilfe als unabdingbarer Bestandteil der Sozialstaatlichkeit und des Bildungssystems in Deutschland
- die fachliche Weiterentwicklung der Erziehungshilfen vor dem Hintergrund aktueller gesellschaftlicher Herausforderungen und Megatrends, beispielsweise der Corona-Pandemie und der Digitalisierung
- die professionelle Fort- und Weiterbildung von Fachkräften
- den interdisziplinären Austausch und Qualitätsdialog der Mitglieder
- die politische Gestaltung der Lebensbedingungen junger Menschen
- das diakonische Profil
- die Kooperation mit Fachverbänden und Schnittstellenpartnern wie zum Beispiel Schulen, Polizei, Psychiatrie und Justiz
- die Vernetzung in der Kinder- und Jugendhilfe, beispielsweise mit den anderen Erziehungshilfefachverbänden
- Projekte für die Praxis

## Publikationen
Der Evangelische Erziehungsverband gibt zum einen die Fachzeitschrift Evangelische Jugendhilfe heraus. Sie erscheint vier Mal jährlich und informiert über aktuelle Entwicklungen und Diskurse in der Kinder- und Jugendhilfe. Die Fachzeitschrift spiegelt die Verbandsarbeit, fungiert als Sprachrohr, greift verschiedene Themen rund um die Praxis der Erziehungshilfen auf und bündelt Hinweise auf aktuelle Publikationen und Materialien.
Zum anderen gibt der Verband vierteljährlich das Fachbuch Theorie und Praxis der Jugendhilfe (TPJ) heraus (bis 2012 als  EREV-Schriftenreihe). Darin werden theoretische und praxisbezogene Auseinandersetzungen zu einem spezifischen Thema der Kinder- und Jugendhilfe aus Politik, Wissenschaft und Praxis aufbereitet und zur Diskussion gestellt.
Die Schwerpunktthemen der Hefte werden jeweils im Februar und Oktober durch den EREV-Redaktionsbeirat festgelegt. Die Schriften können im Buchhandel und über den Evangelischen Erziehungsverband erworben werden und stehen einzeln oder als Abonnement zur Verfügung.

## Fortbildungen
Der Evangelische Erziehungsverband bietet sowohl Mitgliedern als auch externen Nutzern Fort- und Weiterbildung an in Form von Seminaren, Modulreihen, Fachtagungen, Foren, Zertifikatskursen und einer E-Learningplattform. Darunter sind Qualifizierungsreihen für Teamleitungen, Vertiefungsseminare zur traumapädagogischen Arbeit oder Grundlagenseminare zur Entwicklung von inklusiven Schutzkonzepten. Das Fortbildungsprogramm richtet sich nach den aktuellen fachlichen Diskursen, jugendhilfepolitischen Entwicklungen, Bedarfen und Impulsen aus der praktischen Arbeit aus. Es wird gestaltet vom EREV-Fachausschuss "Personal- und Organisationsentwicklung".

## Projekte
Neben dem regulären Angebot initiiert und koordiniert der Evangelische Erziehungsverband regelmäßig Praxisentwicklungsprojekte, die sich im Rahmen von bundesweiten Modellvorhaben und unter wissenschaftlicher Begleitung der Weiterentwicklung von Strategien und Konzepten zu aktuellen, praxisbezogenen Fragestellungen in den Erziehungshilfen widmen. Themen waren unter anderem * Inklusion jetzt!, Zukunft Personalentwicklung, Abbrüche in den stationären Erziehungshilfen.

## Gremien und Fachausschüsse
Der Evangelische Erziehungsverband ist in Gremien, Fachausschüssen und Projektgruppen organisiert. Dazu gehören die Fachausschüsse "Pädagogik", "Personal- und Organisationsentwicklung" und "Jugendhilfepolitik"; die Fachgruppen "Jugendberufshilfe", "Sozialraumnahe Hilfen", "Mutter/Vater-Kind-Einrichtungen", "Förderschulen" und "Kindertagesbetreuung"; die Projektgruppen "Erziehungshilfen – Kinder- und Jugendpsychiatrie – Polizei – Justiz" und "Bundesfachtagung". Zudem existiert ein Beirat für den Redaktionsbereich und das „Forum Diakonische Unternehmensleitungen“.